# Yachthafen Grömitz

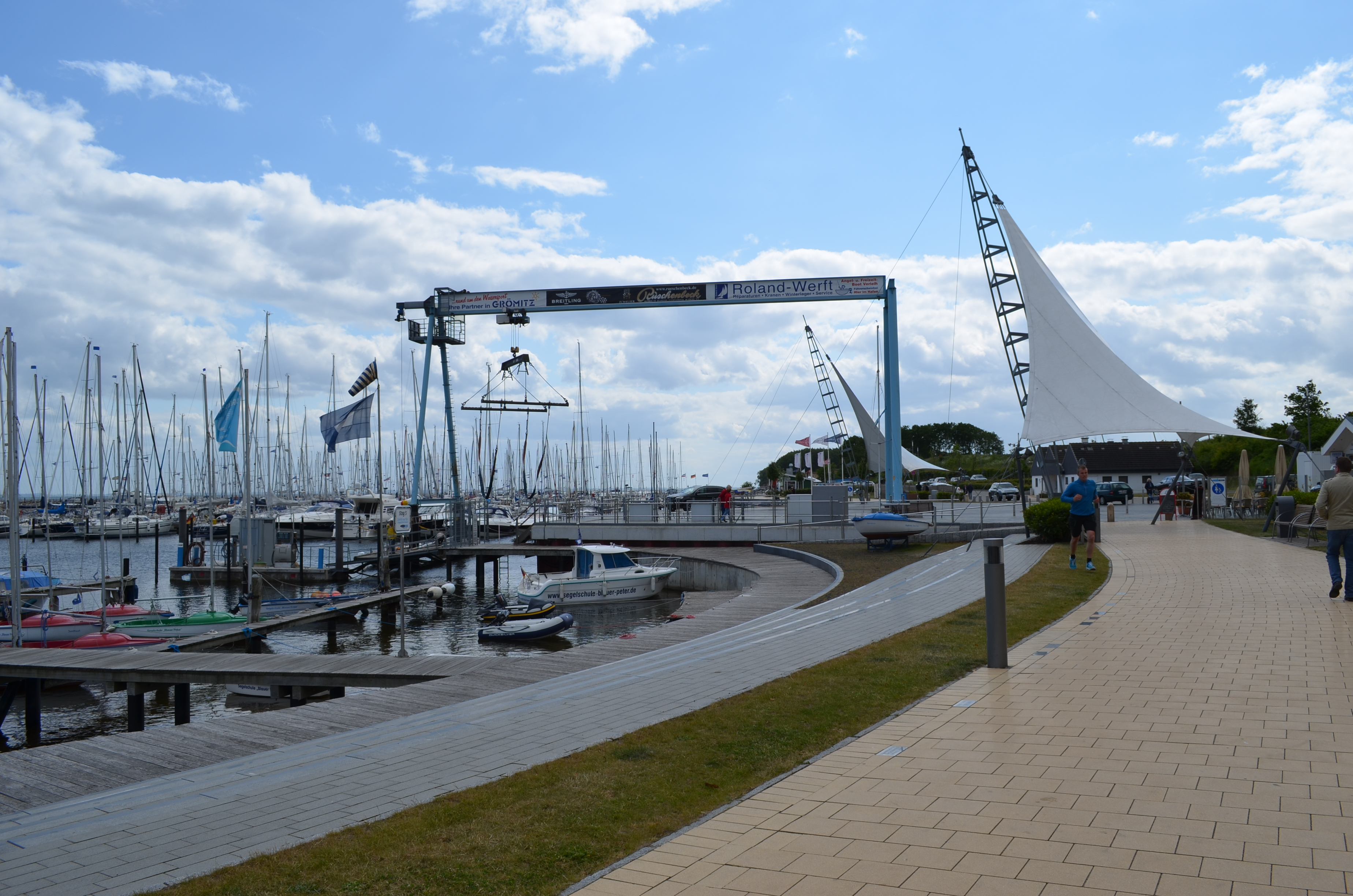
Yachthafen Grömitz mit Erlebnispromenade und Portalkran

Der Yachthafen Grömitz ist ein Sportboothafen in Grömitz an der Lübecker Bucht.

## Geschichte

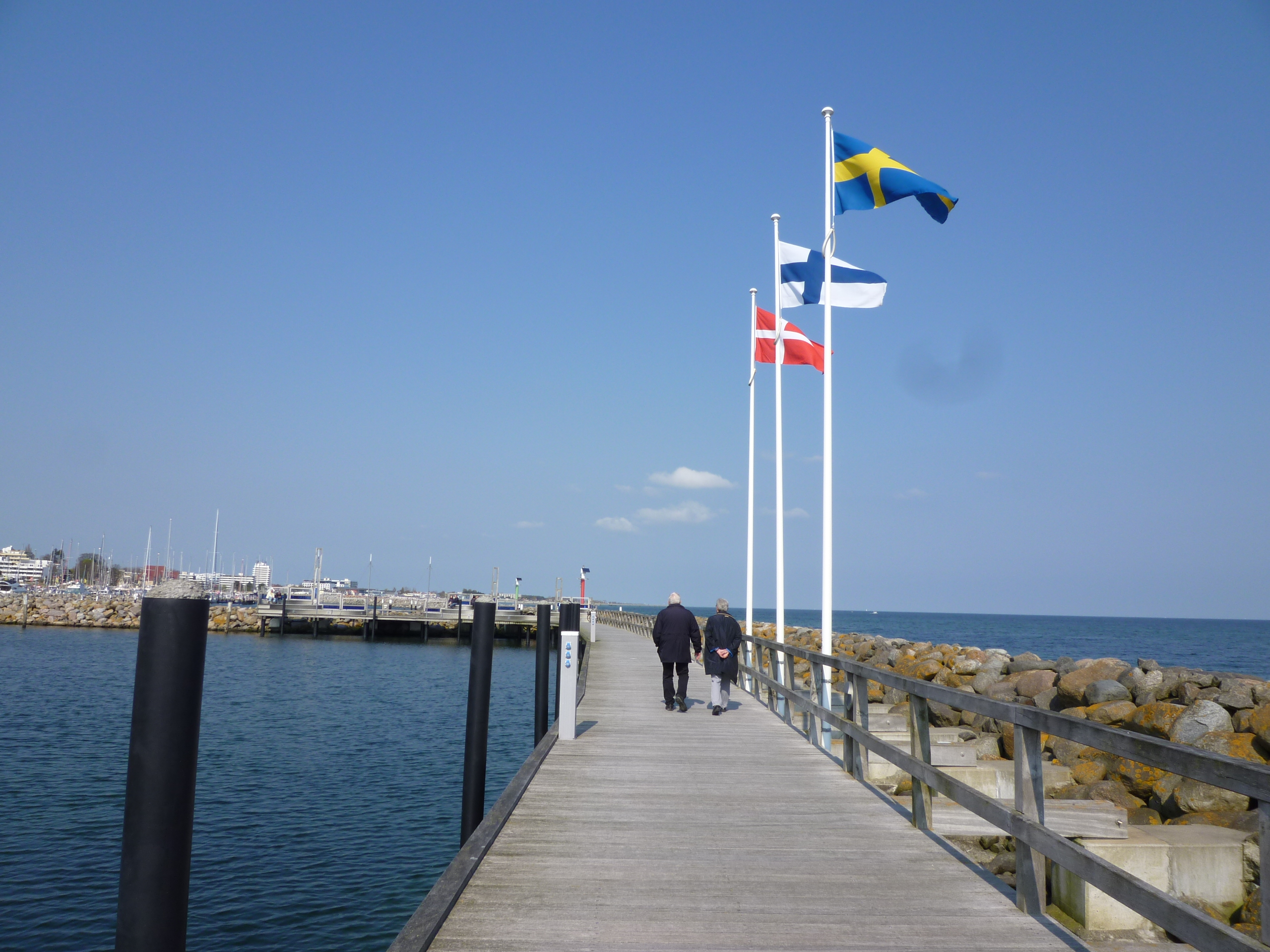
Der 2010 erstellte Flaniersteg auf der Südmole

Drei wesentliche Faktoren führten in den 1960er Jahren zum Bau des Yachthafens:
- Der aufstrebende Tourismus und die wachsende Zahl an Sportbooten lösten eine steigende Nachfrage nach Liegeplätzen aus.
- Der neu gegründete Grömitzer Segel-Club stellte den Antrag, einen ungeschützten Bootssteg für seine Boote errichten zu dürfen.
- Der Olympiahafen Schilksee hat eine vergleichbare Ostwindlage und wird durch Molen geschützt.

In der Folge wurde der Yachthafen Grömitz von 1967 bis 1969 in mehreren Bauabschnitten errichtet. Die Baukosten betrugen etwa 5 Mio. Deutsche Mark und er hatte Platz für 500 Boote.
Von 1990 bis 1992 wurden noch einmal 7,4 Mio. Deutsche Mark investiert. Der Hafen wurde um zwei Stege erweitert, die vorhandenen Stege verlängert und ein drittes Sanitärgebäude errichtet. Eine neu gestaltete Hafeneinfahrt und mit Faschinen stabilisierte Molen bieten jetzt mehr Schutz vor Wellenschlag und Versandung. Nach der Erweiterung verfügt der Grömitzer Yachthafen über 780 Liegeplätze.
Mit dem Bau einer Erlebnispromenade entlang des Yachthafens ist es in Grömitz gelungen, eine Brücke zwischen den Landurlaubern und den Wassersportlern zu schlagen. Die Promenade wurde 2010 um 400 m verlängert und führt jetzt über die Südmole bis zur Hafeneinfahrt.

## Ausstattung
Der Yachthafen Grömitz bietet an 12 festen Stegen 780 Liegeplätze für Boote bis zu 25 m Länge und 5 m Breite. Die Wassertiefe im Hafen beträgt 2,8 Meter. Für das Ein- und Aussetzen der Boote stehen ein Portalkran mit 18 t WLL und eine Slipanlage zur Verfügung. Drei Sanitärgebäude, eine Fäkalienabsauganlage, eine Bootswerft, eine Tankstelle, diverse Ausrüstungsbetriebe und eine vielfältige Gastronomie runden das Serviceangebot ab. Seit 2001 ist der Yachthafen mit der Blauen Flagge ausgezeichnet.

## Heimathafen

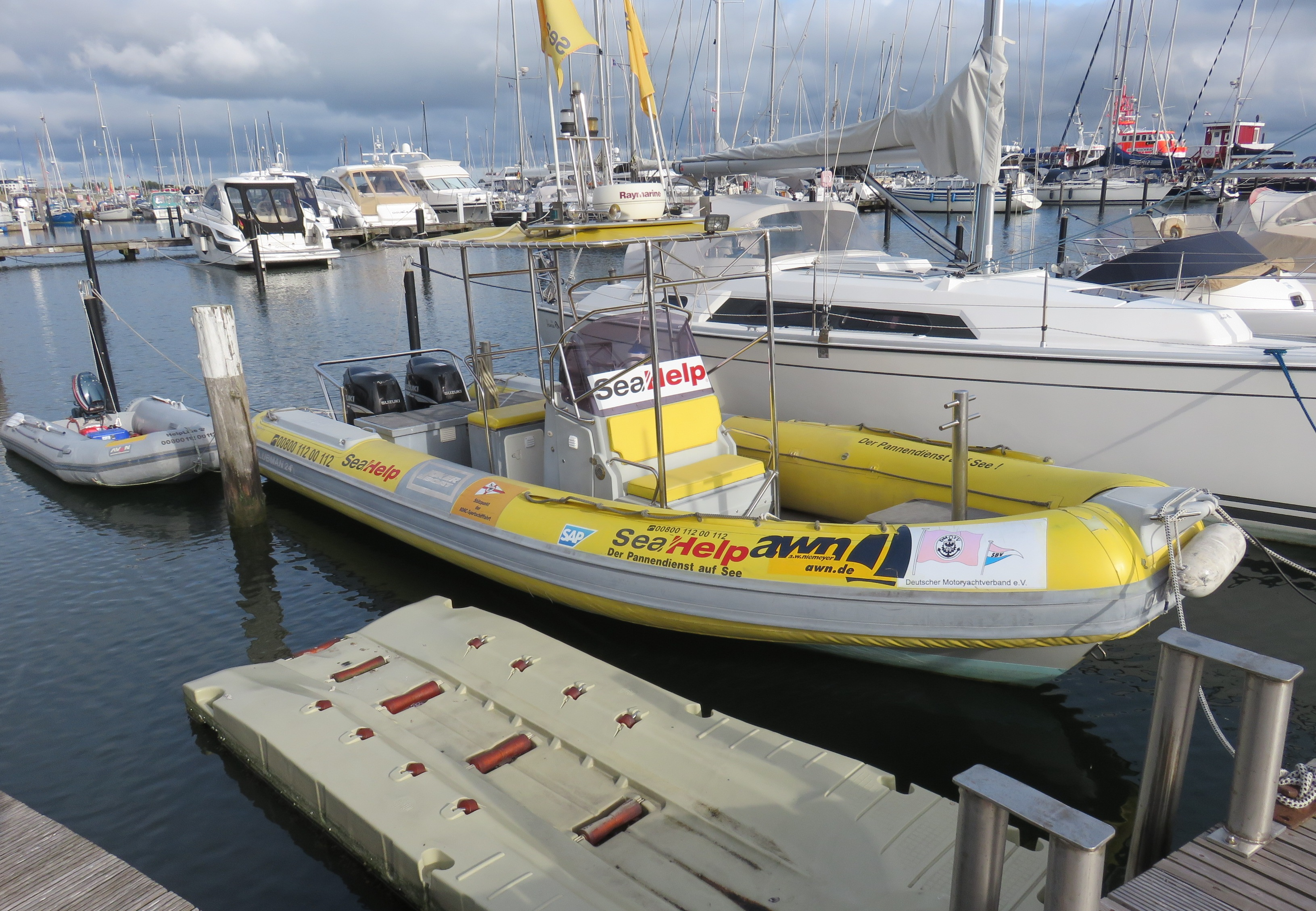
Einsatzboot des Sea-Help-Pannendienstes

Im Yachthafen Grömitz sind der Seenotkreuzer Felix Sand und ein Sea-Help-Einsatzboot stationiert. Er ist der Heimathafen für eine Segelschule, den Grömitzer Segel-Club, den Grömitzer Motoryachtclub, die Wasser-Sport-Vereinigung-Lenste und den Grömitzer Fischerverein.